# Francisco Ramon Valls Luque
Francisco Rafael Valls Luque (Còrdova 1937) és periodista, empresari i dirigent esportiu, va ser fundador i president de la Federació Catalana de Bàdminton.
Va estudiar medicina a la Universitat de Valladolid i va començar a treballar al diari El Norte de Castilla i posteriorment es va graduar a l'Escola Oficial de Periodisme de Madrid, on va obtenir també la diplomatura oficial en Premsa i Literatura Infantil i Juvenil. La seva entrada en el món de l'esport es va produir l'any 1965, quan va començar a col·laborar amb José María Cagigal i Miguel Piernavieja en l'edició de llibres esportius a la Delegación Nacional de Educación Física y Deportes i a la revista Tigo. El 1969 li van encomanar la direcció del Campionat Escolar d'Espanya de tir olímpic, i a partir d'aquell moment va col·laborar assíduament en l'organització de campionats de categories superiors. Va traslladar la seva residència a Barcelona, on el 1980 va liderar els tràmits per a la fundació de la Federació Catalana de Bàdminton, va engegar les primeres activitats esportives amb la finalitat de promocionar i divulgar aquest esport i es va convertir en el president de la seva comissió gestora. Durant aquella època va col·laborar intensament amb el Comitè Espanyol de Bàdminton per aconseguir el reconeixement de la Federació Espanyola. El 1987 va ser elegit president de la Federació Catalana de Bàdminton, càrrec que va ocupar fins al 2007. Durant el seu mandat es van celebrar nombroses competicions d'àmbit català, estatal i internacional. Es van crear vint-i-cinc nous clubs, es van fer nombroses promocions en altres entitats i en centres d'ensenyament, i es van impartir cursos d'entrenadors, àrbitres, estades d'estiu i de perfeccionament en col·laboració amb el CAR de Sant Cugat. Entre altres distincions, se li va concedir el reconeixement com a Llegenda del Bàdminton i la insígnia d'or de la Federació Espanyola d'aquest esport.